# جمهورية مولدوفا الاشتراكية السوفيتية
جمهورية مولدوفا الاشتراكية السوفيتية واحدة من 15 جمهورية كونوا جميعهم كيان الاتحاد السوفيتي كما عُرفت بالاسم نفسه منذ إعلان سيادتها على ترابها الوطني في 23 يونيه 1990 وحتى استقلالها الرسمي في 27 أغسطس 1991 ومنذ هذا التاريخ تُعرف باسم جمهورية مولدوفا.
أُعلنت جمهورية مولدوفا الاشتراكية السوفيتية في 2 أغسطس 1940 على أجزاء من بيسارابيا والتي انتزعها الاتحاد السوفيتي من رومانيا قبل هذا التاريخ بأيام معدودات وتحديدا في 28 يوليو إضافة إلى أراضي جمهورية مولدوفا المستقلة الاشتراكية السوفيتية والتي كانت جزءا من جمهورية أوكرانيا الاشتراكية السوفيتية قبلا.

## أعلام
- الينا فيورمان
- نيكولاي يونسكو
- تيموفي سكرابين